# Brusné
Brusné (in tedesco Brusin) è un comune della Repubblica Ceca facente parte del distretto di Kroměříž, nella regione di Zlín.